# Diecéze vanneská
Diecéze Vannes (lat. Dioecesis Venetensis, franc. Diocèse de Vannes) je francouzská římskokatolická diecéze. Leží na území departementu Morbihan, jehož hranice přesně kopíruje. Sídlo biskupství i katedrála Saint-Pierre de Vannes se nachází ve Vannes. Vanneská diecéze je součástí církevní provincie Rennes.
Od 28. června 2005 je diecézním biskupem Mons. Raymond Centène

## Historie
Biskupství bylo ve Vannes zřízeno v průběhu 5. století. V důsledku konkordátu z roku 1801 bylo zrušeno biskupství v Saint-Malo. jehož území bylo zčásti včleněno do vanneské diecéze.
Diecéze Vannes je sufragánem arcidiecéze Rennes.